# Main North Road
Die Main North Road ist eine Hauptverkehrsstraße im Zentrum des australischen Bundesstaates South Australia. Sie verbindet die Innenstadt von Adelaide mit dem Princes Highway in Stirling North, südöstlich von Port Augusta.

## Verlauf
Vom Stadtzentrum von Adelaide führt die Main North Road als Nationalstraße A1 nach Norden durch die Adelaide Park Lands und die Vororte Throngate, Medindie, Medindie Gardens, Nailsworth, Prospect, Sefton Park, Blair Athol und Enfield, um dann in Gepps Cross die Grand Junction Road (NA16, A16) zu überqueren. Von dort aus führt die Port Wakefield Road (NA1) weiter nach Norden, während die Main North Road nach Nordosten abbiegt und als Staatsstraße A52 nach Gawler weiterführt.
In Gawler führt sie durch das Stadtzentrum, während der Northern Expressway (M20) den Bypass im Westen der Stadt bildet. In Gawler zweigt der Barossa Valley Highway (B19) nach Osten ab. Nördlich der Stadt trifft der Gawler Bypass wieder auf die Main North Road und der Sturt Highway (NA20) zweigt nach Nordosten ab. Die Main North Road, nun Staatsstraße A32, zieht weiter nach Norden ins Weinbaugebiet Clare Valley. Ab Giles Corner führt der Barrier Highway (A32) nach Nord-Nordosten, während die Main North Road, nun als Staatsstraße B82, nach Nord-Nordwesten, über Clare und durch die südliche Flinders Range nach Wilmington, zieht.
Von Wilmington aus begleitet die Straße, die jetzt als Staatsstraße 56 bezeichnet ist, weiterhin die Flinders Range an ihrem westlichen Rand nach West-Nordwest über den Horrocks Pass, um bei Winninowie auf den Princes Highway (NA1) zu treffen. Mit diesem gemeinsam setzt sie ihren Weg nach Nordwesten fort, wo sie in Stirling North, 6 km südöstlich von Port Augusta, endet.

## Zubringer
Im Stadtgebiet von Adelaide gilt die Main North Road als wichtige Hauptverbindung zum Stadtzentrum.
Der Abschnitt zwischen Stadtzentrum und dem Vorort Mawson Lakes wird von Bussen im 15-Minuten-Takt (Mo–Fr 7.30 Uhr – 18.30 Uhr) befahren. Die Busse auf der Main North Road haben die Nummern 220–229.

## Straßennummerierung
- vom Stadtzentrum Adelaide bis Gepps Cross (Adelaide)
- von Gepps Cross (Adelaide) bis Evanston (Gawler)
- von Evanston (Gawler) bis Gawler
- von Gawler bis ins Clare Valley
- vom Clare Valley bis nach Wilmington
- von Wilmington bis nach Stirling North